# José Jeunechamps
José Jeunechamps (Verviers, 2 mei 1967) is een Belgische voetbalcoach. Sinds mei 2022 is hij actief als hoofdtrainer bij RFC Seraing.

## Carrière
Jeunechamps was als speler actief als doelman bij verschillende lageredivisieclubs, waaronder Stade Waremmien. Zijn trainerscarrière startte hij begin jaren 2000 bij provincialers RFC Ouffet-Warzée, Couthuin Sports en RSC Anthisnois. In 2004 werd hij assistent-trainer van Henri Verjans bij derdeklasser RUL Seraing. Een jaar later volgde hij Verjans op als hoofdtrainer bij de inmiddels naar Vierde klasse gedegradeerde club. In zijn eerste seizoen als hoofdtrainer van Seraing werd Jeunechamps meteen kampioen. In 2007 trok hij naar Standard Luik, waar hij de jeugdploegen en later de beloften trainde.
Van juli 2012 tot december 2015 was Jeunechamps bij FC Metz assistent-trainer van Albert Cartier en José Riga. Daarna was hij ook de assistent van Riga bij Charlton Athletic FC. In maart 2016 verliet hij Charlton en keerde hij terug naar België om trainer te worden van Seraing United. Bij die club nam hij ontslag in november 2016.
Op 17 april 2017 volgde Jeunechamps de ontslagen Aleksandar Janković op als trainer van Standard Luik. Jeunechamps bleef hoofdcoach tot het einde van het seizoen en werd toen assistent-coach van José Riga bij Cercle Brugge. Die functie vervulde hij ook onder diens opvolgers Frank Vercauteren en Laurent Guyot. Toen Guyot op 2 mei 2019 ontslagen werd, depanneerde Jeunechamps tot het einde van het seizoen als hoofdtrainer. Na de komst van Fabien Mercadal werd hij weer T2, maar met diens opvolger Bernd Storck klikte het niet. Jeunechamps nam eind oktober 2019 bijgevolg zelf ontslag bij Cercle. Enkele weken later werd hij assistent-trainer bij Oud-Heverlee Leuven, waar hij met hoofdtrainer Vincent Euvrard een oude bekende van bij Cercle Brugge tegenkwam. Toen Euvrards opvolger Marc Brys in juni 2020 zijn eigen assistenten meenam naar Den Dreef, kwam er een einde aan de samenwerking.
In februari 2021 werd Jeunechamps de assistent van Frank Vercauteren – die hij nog kende van bij Cercle Brugge en OH Leuven – bij Antwerp FC.
Na het vertrek van Vercauteren vertrok Jeunechamps in de zomer van 2021 naar Royal Excel Moeskroen om er assistent te worden van de nieuwe coach Enzo Scifo. Echter in september verliet hij Moeskroen alweer wegens geschillen met de technische staf. Na het ontslag van Scifo en assistent Émile Mpenza wegens tegenvallende resultaten werd Jeunechamps een maand later terug binnengehaald als hoofdtrainer tot het einde van seizoen 2021/22. Hoewel Moeskroen als zevende eindigde in 1B, degradeerde de club naar Tweede afdeling ACFF omdat de vereiste licentie niet werd behaald.
In mei 2022 keerde Jeunechamps terug naar RFC Seraing, waar hij een contract tekende voor twee seizoenen.
1 Delavalée ·
2 Duplus ·
4 Gueye ·
6 Dekuyper ·
7 Tainmont ·
8 Bourdouxhe ·
9 Postolachi ·
10 Bakić ·
11 Mohamed ·
14 Faraj ·
15 Lepoint  ·
16 Mayoka-Tika ·
17 Dione ·
19 Vroman ·
20 Lucas ·
21 Gillekens ·
22 Bocat ·
24 Henry ·
25 Diandy ·
26 Silvestre ·
28 Angiulli ·
29 Badibanga ·
30 Carcela ·
32 Gnohéré ·
35 Mandanda ·
40 Simba ·
70 Tabekou ·
Myny ·
Giunta ·
Coach: Jeunechamps